# Sinagoga libertinilor
Conform Faptelor Apostolilor, Sinagoga libertinilor (cf. Versiunea regelui Iacob, Biblia Wycliffe) sau Sinagoga oamenilor liberi (de ex. Noua versiune a regelui Iacob, Noua versiune standard revizuită) a fost un grup de evrei eleniști care au intrat în conflict cu Sfântul Ștefan (Fapte 6:9).
Textul grecesc al acestui verset este următorul:
ανεστησαν δε τινες των εκ της συναγωγης της λεγομενης λιβερτινων και κυρηναιων και αλεξανδρεων και των απο κιλικιας και ασιας συζητουντες τω στεφανω.
sau în română:
Și s-au ridicat unii din sinagoga ce se zicea a libertinilor și a cirenenilor și a alexandrinilor și a celor din Cilicia și din Asia, sfădindu-se cu Ștefan.

## Libertinii
Semnificația termenului „libertin” din acest pasaj este diferită de conotația generală actuală de „persoană desfrânată”. În acest caz, „libertin” se referă la o persoană care a fost „eliberată”, adică un fost sclav sau un om liber. Cei care frecventau această sinagogă puteau fi, de asemenea, descendenții unor astfel de oameni liberi.
Opiniile sunt împărțite cu privire la numărul de sinagogi numite în acel verset. Probabilitatea este că există trei astfel de sinagogi, care corespund regiunilor geografice implicate: Roma și Italia, Africa de Nord-Est și Asia Mică. În acest caz, Sinagoga libertinilor este adunarea descendenților evreilor care au fost robiți de Pompei după cucerirea Iudeii în 63 î.Hr. și care, după eliberare, s-au întors de la Roma la Ierusalim. Cu toate acestea, considerând textul λιβερτινων και κυρηναιων και αλεξανδρεων ca un ansamblu, primul cuvânt ar trebui să-i desemneze pe oamenii dintr-un anumit oraș sau district. Referirea la orașul obscur Libertum (care ar putea fi dedusă din titlul de Episcopus Libertinensis în legătură cu Sinodul de la Cartagina din 411 d.Hr.) este mai puțin probabilă decât forma (Λιβύων sau) Λιβυστίνων care stă la baza anumitor versiuni armenești și comentarii siriace. Orașele grecești situate la vest de Cirene puteau fi considerate în mod natural ca „libiene”. În orice caz, acești evrei întorși, în loc să fie liberalizați ca urmare a șederii lor în străinătate, erau mai stăruitori față de iudaism și mai înverșunați împotriva lui Ștefan decât cei care nu plecaseră niciodată din Iudeea.